# V3890 Sagittarii
Étoile variable à longue période
Nova
V3890 Sagittarii est une nova récurrente. Elle a été découverte par Harriet Dinerstein en 1973 sur des plaques photographiques. Cette nova est entrée en éruption en mai ou juin 1962, en avril 1990 puis le 27 août 2019.